# Saadia Mebarek
Saadia Mebarek, morte le 25 mai 1960, est une Algérienne arrêtée, torturée et tuée par des militaires français pendant la guerre d'Algérie.

## Biographie
Mariée à Mohamed Kader, grutier, Saadia Mebarek est enceinte lorsqu'elle est arrêtée à Alger le 24 mai 1960. Son époux dépose plainte deux jours plus tard, son épouse ayant été retrouvée morte au petit matin du 25 mai, apportée sur une civière par un militaire français à l’hôpital Mustapha-Pacha.

## Enquête, recherches et procès

### Rapport officiel
Le 3 juin 1960, le Président Charles de Gaulle demande au premier ministre Michel Debré de diligenter une enquête : « Les faits dénoncés sont d'une particulière gravité. [...] Il va de soi que si les tortures sont établies, des sanctions exemplaires devront être prises ».
Selon le rapport de l'armée transmis le 11 juin par le ministre Pierre Messmer, Saadia Mebarek était suspectée, ainsi que quatre autres femmes, « de propagande abstentionniste pour les élections cantonales », dans un contexte où le Front de Libération nationale appelait à l'abstention. Rédigé par un colonel du secteur Alger-Sahel, le rapport indique qu'elle a été interrogée et qu'il a été nécessaire de recourir à la force, mais nie les sévices. Le rapport officiel indique qu'elle aurait été libérée dans la nuit, mais retrouvée, par hasard, une demi-heure plus tard, inanimée.

### Archives
L'ouverture des archives en 2022 donne accès à des documents qui attestent d'une version tout à fait différente, mais qui était connue par le pouvoir exécutif.
Robert Schmelck, alors procureur général d'Alger, écrit au ministre de la justice, Edmond Michelet, qu'« à titre confidentiel le Docteur m’a laissé entendre qu’il était très vraisemblable que l’asphyxie était le résultat d’une électrocution […]. Selon toute vraisemblance, la dame Mebarek est morte des suites de sévices qu’on a exercés sur elle ». Une autopsie montre plusieurs lésions sur les seins, le bras droit, la cheville gauche et les parties génitales de Saadia Mebarek.
Geoffroy de Courcel, secrétaire général de l’Élysée, saisit le 3 juin Maurice Patin, qui préside la commission de sauvegarde des droits et des libertés individuels. Celle-ci doit enquêter sur les abus de l'armée en Algérie. Cependant, Patin lui répond rapidement qu'il lui apparaît « d’ores et déjà que ces informations, comme mes interventions, seront vaines, si les hautes autorités militaires doivent manifester autant d’hésitation que par le passé à assurer, à cet égard comme à tous autres, la discipline de l’armée et à prononcer elles-mêmes les sanctions impitoyables contre les auteurs de pareils excès, dont la persistance est décourageante ».

### Procès
Le procès d'un lieutenant d'active, et de deux sous-lieutenants de réserve, soupçonnés d'avoir torturé à mort Saadia Mebarek se tient à huis clos en janvier 1962 au Tribunal permanent des forces armées. Il s'agit, selon Sylvie Thénault et Raphaëlle Branche, de l'unique procès impliquant des militaires impliqués dans les opérations en Algérie.
Les accusés reconnaissent les faits qui leur sont reprochés. Cependant, les militaires siégeant au tribunal acquittent les trois inculpés. Ainsi, « l'armée n'entend pas endosser la responsabilité des exactions commises pendant la guerre, dont elle tient in fine le pouvoir politique pour responsable ».
À l'issue du procès, l'Association de la magistrature dénonce une double crise, de la magistrature et de la justice,.
Le ministère des Armées forme un recours devant la Cour de cassation. Sa chambre criminelle casse le jugement du Tribunal permanent des forces armées le 12 juillet 1962. Cependant, et puisque le décret du 22 mars 1962 a amnistié les « faits commis dans le cadre des opérations de maintien de l'ordre dirigées contre l'insurrection algérienne », la décision de la cour de Cassation annule le jugement du tribunal sans permettre de renvoi à une autre juridiction.